# إيوا نواك
إيوا نواك (بالبولندية: Ewa Nowak)‏ هي كاتِبة بولندية، ولدت في 21 ديسمبر 1966 في وارسو في بولندا.